# Necron
Necron – włoska seria komiksowa z gatunku fumetti neri, której twórcą jest Magnus (naprawdę nazywa się Roberto Raviola). Ukazywał się od 1981 do 1985 roku nakładem wydawnictwa Cornelius (w Polsce seria komiksowa nie była wydawana). Opowiada historię demonicznej pani doktor Friedy Boher, której głównym zajęciem jest ożywianie zmarłych. Właśnie jednym z takich nieumarłych jest tytułowy Necron, który stworzonych wysiłkiem wielu miesięcy miał zaspokoić ambicje pani doktor oraz jej niewyczerpywany apetyt seksualny. Monstrualny Necron został wyposażony w olbrzymie przyrodzenie, którym z albumu na album zaspakaja swoją twórczynie. Charakterystyka postaci wydaje się prosta ona - Frieda Boher - jest okrutna, zła i perwersyjna, a on - Necron - wielki, głupi i zazdrosny. Bohaterka zwykle ukazywana jest w komiksie w skórzanym skąpo skrojonym stroju, zawsze w butach na wysokich obcasach o długich cholewach oraz wyposażona dodatkowo w bicz (którym dyscyplinowała Necrona). Stwór jest wielki na wpół-mechaniczny z odsłoniętym przyrodzeniem, który często, powodowany zazdrością o swoją panią, pożera każdą napotkaną osobę. 
Komiks Necron to klasyczne fumetti neri z prostą, często wręcz pretekstową fabułą, na którego stronach rozgrywają się historie pełne dosadnej przemocy i bezpruderyjnie przedstawianego seksu. Nie będzie nadużycie określenie tej pozycji jako połączenie komiksowej pornografii z horrorem gore, która nie jest pozbawione specyficznego poczucia humoru. 